# Huequenia araucana
Huequenia araucana é uma espécie de cerambicídeo da tribo Achrysonini, com distribuição restrita ao Chile.